# Fiction collaborative
 (juin 2023).
Le contenu est difficilement compréhensible vu les erreurs de traduction, qui sont peut-être dues à l'utilisation d'un logiciel de traduction automatique.
 (juin 2023).
La mise en forme du texte ne suit pas les recommandations de Wikipédia : il faut le « wikifier ».
Les points d'amélioration suivants sont les cas les plus fréquents. Le détail des points à revoir est peut-être précisé sur la page de discussion.
- Les titres sont pré-formatés par le logiciel. Ils ne sont ni en capitales, ni en gras.
- Le texte ne doit pas être écrit en capitales (les noms de famille non plus), ni en gras, ni en italique, ni en « petit »…
- Le gras n'est utilisé que pour surligner le titre de l'article dans l'introduction, une seule fois.
- L'italique est rarement utilisé : mots en langue étrangère, titres d'œuvres, noms de bateaux, etc.
- Les citations ne sont pas en italique mais en corps de texte normal. Elles sont entourées par des guillemets français : « et ».
- Les listes à puces sont à éviter, des paragraphes rédigés étant largement préférés. Les tableaux sont à réserver à la présentation de données structurées (résultats, etc.).
- Les appels de note de bas de page (petits chiffres en exposant, introduits par l'outil «  Source ») sont à placer entre la fin de phrase et le point final[comme ça].
- Les liens internes (vers d'autres articles de Wikipédia) sont à choisir avec parcimonie. Créez des liens vers des articles approfondissant le sujet. Les termes génériques sans rapport avec le sujet sont à éviter, ainsi que les répétitions de liens vers un même terme.
- Les liens externes sont à placer uniquement dans une section « Liens externes », à la fin de l'article. Ces liens sont à choisir avec parcimonie suivant les règles définies. Si un lien sert de source à l'article, son insertion dans le texte est à faire par les notes de bas de page.
- La présentation des références doit suivre les conventions bibliographiques. Il est recommandé d'utiliser les modèles {{Ouvrage}}, {{Chapitre}}, {{Article}}, {{Lien web}} et/ou {{Bibliographie}}. Le mode d'édition visuel peut mettre en forme automatiquement les références.
- Insérer une infobox (cadre d'informations à droite) n'est pas obligatoire pour parachever la mise en page.

Pour une aide détaillée, merci de consulter Aide:Wikification.
Si vous pensez que ces points ont été résolus, vous pouvez retirer ce bandeau et améliorer la mise en forme d'un autre article.

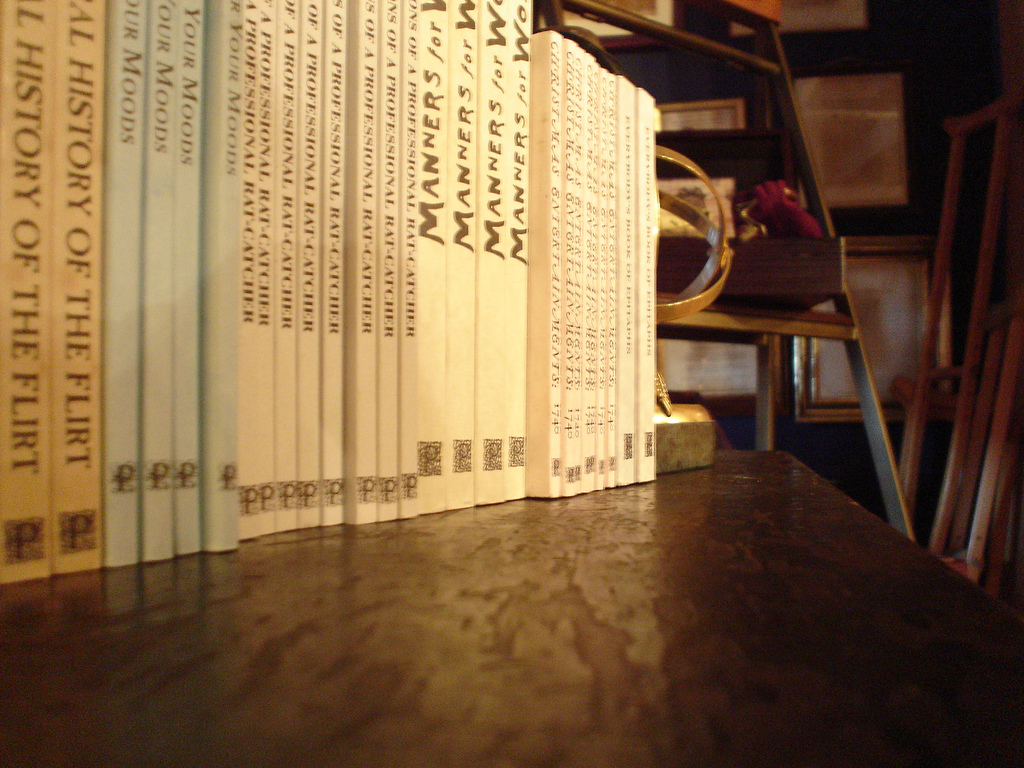
Livres écrits en collaboration disponibles à la bibliothèque de Valence.

La fiction collaborative est une forme d'écriture réalisée par un groupe d'auteurs qui se partagent l'écriture créative d'une histoire.
La fiction collaborative peut se produire à des fins commerciales, dans le cadre de l'éducation ou à des fins récréatives. De nombreuses œuvres écrites en collaboration ont fait l'objet d'un grand nombre de recherches universitaires.

## Processus
Un auteur collaboratif peut se concentrer sur un protagoniste ou un personnage spécifique dans le fil narratif, puis transmettre l'histoire à un autre écrivain pour d'autres ajouts ou un changement d'orientation vers un autre protagoniste. Alternativement, les auteurs peuvent écrire le texte pour leur propre sous-intrigue particulière dans un récit global, auquel cas un auteur peut avoir la responsabilité d'intégrer l'histoire dans son ensemble. En Italie, divers groupes d'auteurs ont développé des méthodes plus avancées d'interaction et de production.
Les méthodes utilisées par les auteurs collaboratifs commerciaux varient énormément. Au début de l'écriture de la nouvelle L'Usine de jouets, Karl Schroeder et David Nickle ont commencé par écrire des phrases alternées, alors que lorsque les auteurs anglais Terry Pratchett et Neil Gaiman ont écrit Good Omens, ils ont largement écrit des intrigues séparées, puis ont collaboré beaucoup plus fortement lors de la révision.
La collaboration peut être très limitée en effet, lorsque John Green et David Levithan ont écrit Will et Will le seul point d'intrigue qu'ils ont décidé était que deux personnages se rencontreraient à un moment donné dans le roman et que leur rencontre aurait un effet énorme sur leur vies. Après cette décision, ils ont écrit séparément les trois premiers chapitres puis les ont partagés entre eux. Lors de l'échange, ils « savaient immédiatement que cela allait fonctionner", a déclaré Levithan,.

## Débat sur la valeur de l'attributioncollaborative
Certains universitaires sont soucieux de pouvoir découvrir qui a écrit quoi et quelles idées appartiennent à qui. Plus précisément, dans les sciences humaines, la paternité collaborative a été désapprouvée au profit de l'auteur individuel. Dans ces cas, des idées désuètes sur le génie individuel influencent la façon dont les chercheurs abordent les questions d'attribution et de tenure. Les spécialistes de la collaboration Ede et Lunsford notent que « les pratiques quotidiennes dans les sciences humaines continuent d'ignorer, voire de punir, la collaboration tout en autorisant le travail attribué à des individus (autonomes) ». En particulier, les essais critiques littéraires se déplacent souvent pour « régler » les questions de paternité avant de passer à leurs objectifs interprétatifs centraux. Woodmansee utilise des études sur les pratiques d'écriture depuis la Renaissance pour conclure que la définition moderne de la paternité est une « formation relativement récente » et que des formes d'écriture « plus corporatives et collaboratives » prévalaient auparavant, suggérant une longue histoire de la fiction collaborative. Elle soutient en outre que le concept selon lequel « la paternité authentique consiste en des actes individuels d'origine » est un mythe entièrement moderne.
Pour les dramaturges de la Renaissance, la collaboration semble avoir été la norme ; Bently note que près des deux tiers des pièces mentionnées dans les articles de Henslowe reflètent la participation de plusieurs écrivains. Il y a aussi un problème de révision continue : il était courant dans le théâtre anglais de la Renaissance que les écrivains professionnels attachés à une compagnie composent de nouveaux personnages, scènes, prologues et épilogues pour des pièces dans lesquelles ils n'avaient pas participé à l'origine. Scott McMillin a exporté la révision comme une déconstruction de l'individualité de l'auteur dans le manuscrit de Sir Thomas More.
Dans un sens artistique, comme le note Lorraine York, « les critiques et les lecteurs ressentent un besoin persistant de "dé-collaborer" ces œuvres, d'analyser le texte collectif dans les contributions séparées de deux ou plusieurs auteurs ». Cela fait partie d'une tradition critique de considérer la collaboration comme un sous-ensemble ou une sorte aberrante de paternité individuelle, de sorte que les lecteurs ultérieurs pourraient se séparer en examinant le texte collaboratif. Des exemples particuliers de cette approche de la critique incluent Cyrus Hoy qui étudie la paternité dans les pièces de Beaumont/Fletcher.
Il y a eu plusieurs projets universitaires qui ont étudié la fiction collaborative, à la fois du point de vue de l'écriture et en tant que banc d'essai pour des techniques scientifiques, telles que la visualisation de la structure narrative. L'écriture collaborative en petits groupes est une technique pédagogique répandue et couronnée de succès.
A Million Penguins était une écriture de fiction collaborative à grande échelle et complètement ouverte sponsorisée par Penguin Books en 2007 qui n'a pas réussi à développer une communauté ou un récit cohérent,,.

## Dans différents pays

### En Italie
L'Italie a une forte tradition de fiction collaborative. Les textes les plus remarquables sont Lo zar non è morto (it), un roman collectif de 1929 de l'équipe futuriste « Gruppo dei Dieci », l'expérience Scuola di Barbiana de Don Milani, Lettera a una professoressa (1967), les différents best-sellers historiques produits par le collectif Wu Ming entre 1999 et 2011, et In territorio nemico, le roman de 115 auteurs réalisé au sein de la SIC – Scrittura collettiva projet fondé par Gregorio Magini et Vanni Santoni (it), qui a établi une méthodologie codifiée pour la production collective de textes littéraires.

### En Australie
L'Australie compte un certain nombre d'équipes de rédaction célèbres. En 1944, James McAuley et Harold Stewart collaborant alors qu'Ern Malley écrivit dix-sept poèmes en une journée comme un canular contre Max Harris et son magazine Angry Penguins. De la fin des années 1920 à la fin des années 1940, Flora Eldershaw et Marjorie Barnard ont écrit sous le nom de M. Barnard Eldershaw. Pendant ce temps, ils ont publié une œuvre impressionnante qui comprenait cinq romans. De toute évidence, Barnard a fait plus d'écriture proprement dite tandis qu'Eldershaw s'est concentré sur le développement et la structure des œuvres. Louise Elizabeth Rorabacher, qui a écrit sur la collaboration, a déclaré que « dans leurs premiers romans collaboratifs, il est impossible de distinguer leurs contributions distinctes. » Le partenariat a fonctionné parce que, selon Nettie Palmer, l'une des principales critiques littéraires de l'époque : « Toute différence dans les caractères des deux femmes ne fait pas de différence dans leur point de vue ou leurs valeurs. » Dymphna Cusack a écrit douze romans, dont deux collaborations. Elle a écrit Come In Spinner, un roman qui se déroule à Sydney à la fin de la Seconde Guerre mondiale, avec Florence James. Le livre terminé a été soumis et a remporté le concours de romans du Daily Telegraph de 1948. Cusack a également collaboré avec un autre écrivain, Miles Franklin, sur le roman de 1939 Pioneers on Parade.
Entre 1997 et 2000, les auteurs australiens pour enfants, Paul Jennings et Morris Gleitzman, ont co-écrit deux séries de livres pour enfants, Wicked and Deadly.
Cette tradition s'est poursuivie au XXIe siècle. Le roman de l'outback australien de 2015 The Painted Sky a été écrit par un groupe de cinq femmes australiennes, et sa suite de 2017 The Shifting Light par quatre auteurs qui écrivent en collaboration sous le pseudonyme d'Alice Campion. Leur processus d'écriture unique a conduit les critiques à applaudir leur voix d'auteur « unique ». En tant que « fiction de groupe », trois des membres du collectif ont également rédigé un guide d'écriture de fiction collaborative intitulé How to Write Fiction as a Group. En 2020, le romancier Craig Cormick a collaboré avec l'écrivain indigène australien Harold Ludwick pour écrire un roman d'histoire alternative, On a Barbarous Coast, sur le voyage du capitaine Cook de 1768 à 1771 en Australie.

## Utilisations communautaires et éducatives
L'écriture collaborative a été utilisée pour accroître l'engagement de la communauté dans l'écriture : l'un des trois prix TED 2008 a été décerné à Dave Eggers, en partie pour son travail avec le projet 826, qui utilise de nombreuses techniques collaboratives pour impliquer les écoliers et les groupes communautaires dans l'écriture. Le chapitre 826 Valencia se compose d'un laboratoire d'écriture, d'un magasin de fournitures pour pirates en front de rue qui finance en partie les programmes et de deux salles de classe satellites dans des collèges à proximité. Plus de 1 400 bénévoles, dont des auteurs publiés, des fondateurs de magazines, des instructeurs de cours SAT et des réalisateurs de documentaires, ont donné de leur temps pour travailler avec des milliers d'étudiants depuis la création de la section. Son souhait pour le prix TED était que les membres de la communauté s'engagent personnellement dans les écoles publiques locales,.
D'autres travaux pédagogiquement motivés ont été développés par l'Université de Londres et utilisés à la fois pour améliorer les compétences en écriture des participants et comme terrain d'essai pour des techniques scientifiques, telles que la visualisation de la structure narrative,. Le projet a tenté de montrer aux étudiants le flux de travail d'un roman depuis sa conception jusqu'à sa production et d'améliorer les compétences en matière de travail d'équipe et de rétroaction. Les ateliers duraient jusqu'à une semaine et visaient à produire un roman complet à partir d'une idée d'intrigue fournie par un auteur établi, avec des étudiants plus jeunes produisant des romans de plus petite taille. Parce que les ateliers étaient très courts, l'utilisation de l'écriture collaborative était nécessaire pour qu'un roman puisse être produit dans les délais. Des techniques issues du génie logiciel ont été utilisées pour répartir la charge de travail entre les étudiants.
Un roman collaboratif écrit dans un cadre éducatif était Caverns, écrit en collaboration en 1989 comme une expérience par Ken Kesey et une classe d'écriture créative qu'il a enseignée à l'Université de l'Oregon. En raison de l'attachement de Kesey au projet, le livre a été largement commenté dans les journaux et les magazines. Les critiques ont été généralement intrigués par le livre mais ont finalement critiqué ses lacunes : notant notamment l'absence d'une voix cohérente et une trop grande distribution de personnages. Écrivant dans le Los Angeles Times, Bob Sipchen a noté : « Caverns est une alouette amusante, pleine de personnages étranges et de rebondissements loufoques. C'était un projet suffisamment intrigant pour que les médias grand public essaiment à nouveau autour de Kesey. Mais personne n'appelle la littérature des Cavernes. »

## Écriture collaborative ludique
La fiction collaborative peut être entièrement ouverte, sans règles ni structure imposée lorsqu'elle passe d'un auteur à l'autre. Cependant, de nombreuses œuvres de fiction collaboratives adoptent un ensemble de règles sur ce qui constitue une contribution acceptable.
Les jeux d'écriture pour l'écriture collaborative ont une tradition dans des groupes littéraires tels que les dadaïstes et l'Oulipo. L'avènement d'Internet a vu la mise en ligne de nombreux jeux d'écriture collaborative de ce type, aboutissant à la fois à la fiction hypertexte et à une production littéraire plus conventionnelle. Par exemple, le forum du bar de Baen, connu sous le nom de 1632 Tech, a été une force primordiale derrière les nombreux travaux de la populaire série d'histoire alternative 1632 sous l'égide d'Eric Flint - en particulier The Grantville Gazettes. L'article de l'auteur et chercheur Scott Rettberg "Collective Narrative" traite des liens entre les groupes littéraires d'avant-garde et la fiction collaborative en ligne.

### Influence des jeux de société
D'autres formes de fiction collaborative ont évolué à partir des pratiques des joueurs de jeux de société, de jeux de rôle et d'activités « fandom » connexes. Les jeux de rôle tels que Donjons et Dragons sont souvent considérés comme un processus permettant de générer des récits à travers les interactions de chaque personnage. Ce jeu de rôle sur table a toujours été un exercice de fiction collaborative, mais peut posséder des règles plus structurées : les joueurs agissant de manière antisociale peuvent être pénalisés par la mécanique du jeu (bien qu'ils soient tout aussi susceptibles d'être pénalisés socialement).
Finalement, ces comportements de table ont fusionné avec la fiction hypertexte pour créer des environnements de jeu de rôle interactifs basés sur du texte, comme le jeu de rôle MUSHes. En 2001, OtherSpace est devenu le premier jeu de ce type à publier un roman tiré de ces interactions.

#### Création d'univers fictionnels
Ring of Fire est une série de livres d'histoire alternatifs d'Eric Flint et d'autres auteurs se déroulant dans un univers créé par Eric Flint avec l'intention d'intégrer plusieurs auteurs dans le tissu de la structure de l'univers.
Des sites tels que Orion's Arm et Epic Legends Of The Hierarchs: The Elemenstor Saga encouragent le développement d'univers fictifs plutôt que de romans (bien que Epic Legends soit une parodie d'univers fantastiques).

## Plateformes de collaboration en ligne
Avec le développement d'Internet, l'écriture collaborative gagne en pertinence avec l'émergence de diverses plateformes d'écriture collaborative en ligne. Les plus populaires sont les éditeurs collaboratifs en temps réel tels que Etherpad et Google Docs, qui sont cependant principalement utilisés pour coordonner des projets et faire du brainstorming. Néanmoins, ils ont également été utilisés pour écrire collectivement des œuvres de fiction, telles que The Legacy of Totalitarianism in a Tundra - un livre de plus de 300 pages écrit par des utilisateurs anonymes du comité Littérature (/lit/) de 4chan de plus de 71 pays utilisant GoogleDocs.

## Collaborations commerciales
Les écrivains de fiction traditionnels et les cercles d'écriture ont expérimenté la création d'histoires de groupe, telles que Thieves World et MythAdventures de Robert Asprin - de telles approches remontent au moins aussi loin que The Floating Admiral en 1931. Il existe de nombreuses collaborations très appréciées, mais aussi des travaux collaboratifs produits sous forme de parodies ou de canulars tels que Naked Came the Stranger, qui aurait été écrit pour illustrer le fait que la culture littéraire populaire américaine était devenue stupidement vulgaire. On pense que les collaborateurs australiens de fiction de genre connus sous le nom d' Alice Campion sont les premiers au monde à publier de la fiction commerciale en équipe de cinq, maintenant quatre. Leurs romans populaires, The Painted Sky  (2015) et The Shifting Light  (2017) ont été publiés par Penguin Random House.

### Aspects légaux
Les inconvénients du processus d'écriture collaborative peuvent inclure des problèmes avec des séries ou des suites de livres à succès, si un partenaire a d'autres engagements ou s'ennuie avec le projet, des pertes, des retards et une pression sur la relation peuvent survenir. L'Association des représentants d'auteurs recommande qu'« un accord de collaboration traite de la fin de la collaboration : comment les collaborateurs peuvent se séparer, qui garde l'argent, qui garde les droits sur le matériel ».
De plus, il peut y avoir des complications juridiques si, par exemple, deux auteurs sont sous contrat pour écrire d'autres livres individuellement pour différents éditeurs. S'il y a un chevauchement sur les types de livres, les responsabilités contractuelles doivent être soigneusement examinées pour éviter les problèmes de droit d'auteur.